# 長狄
長狄，又名鄋瞒，是中国春秋时期的狄人分支，因體格高大而稱大人。也因臣服於赤狄而稱為蒙狄。屬来姓，或作萊姓、釐姓，誤作淶姓、漆姓。
長狄相傳是虞、夏时守封嵎之山（位於今浙江省德清县境內）的防风氏、商朝汪芒氏的后裔，春秋時居住於晋国東南太行山附近，長期侵擾姜齐、鲁国、宋国、卫国但失敗。曾於長丘（今河南省封丘县南方）被宋擊敗，首領缘斯被俘；前616年侵擾齊、魯二國時也在咸（今山东省巨野县南方）被魯擊敗，首領僑如被俘；前594年僑如的三個弟弟焚如、荣如、简如陸續被晉、齊、魯俘殺，長狄滅亡並融入晉國。

## 註解
1. ↑  山东省、河南省、河北省間也是其活動範圍。[2]